# Przygody Gala Asteriksa
Przygody Gala Asteriksa (fr. Astérix le Gaulois) – pierwszy album komiksu o przygodach Gala Asteriksa autorstwa René Goscinnego (scenariusz) i Alberta Uderzo (rysunki).
Komiks ukazywał się początkowo w odcinkach, na łamach francuskiego czasopisma Pilote, począwszy od października 1959. Został wydany w formie albumu w 1961.
Album znalazł się na 23. miejscu listy 100 książek XX wieku według Le Monde.

## Fabuła
Wstęp komiksu opisuje podbój Galii, dokonany przez Juliusza Cezara i zakończony w 50 r. p.n.e. złożeniem broni przez wodza Galów, Wercyngetoryksa i poddaniem terenu władzy Rzymu. Jednocześnie narrator ujawnia, że gdzieś na wybrzeżu Armoryki
jest taka osada, gdzie nieugięci Galowie wciąż jeszcze stawiają opór najeźdźcy.
Akcja przenosi się do tej wioski, będącej miejscem zamieszkania głównego bohatera historii, Asteriksa. Do jego ulubionych rozrywek należy polowanie na dziki i tłuczenie Rzymian z okolicznych obozów. Asteriks cieszy się także przyjaźnią druida Panoramiksa, warzącego magiczny napój, dający pijącemu go nadludzką siłę. To właśnie z pomocą tego eliksiru Galowie z wioski opierają się zakusom Rzymu.
Gajus Globus, centurion z obozu Delirium, pragnie odkryć sekret potęgi przeciwnika. W tym celu wysyła do wioski Galów na przeszpiegi przebranego legionistę, Kaligulę Mikrusa. Gdy ten odkrywa, że tajemnica Galów tkwi w magicznym napoju, Gajus Globus nakazuje Rzymianom porwać druida. Asteriks rusza kapłanowi na ratunek.

## Wydania zagraniczne
W 1964 r. angielskie czasopismo Valiant wydało adaptację komiksu z pewnymi zmianami, dotyczącymi bohaterów. Tytuł komiksu brzmiał "Little Fred and Big Ed" (Mały Fred i Duży Ed); bohaterowie byli Brytami, wspieranymi przez druida Hokusa Pokusa. Pierwsze poprawne tłumaczenie (autorstwa Anthei Bell i Dereka Hockridge'a) pochodzi z 1969 r.
Pierwsze polskie wydanie (pt. Przygody Galla Asteriksa) pochodzi z 1990. Tłumaczem był Andrzej Frybes. Wydanie z 2006 r. (pierwsze pod obecnym tytułem) tłumaczył Jarosław Kilian, a jubileuszowe z 2019 r. – Marek Puszczewicz i Andrzej Frybes.

## Adaptacja
Fabuła komiksu stała się podstawą dla filmu animowanego Asterix Gall z 1967 r.